# Malpighia ekmanii
Malpighia ekmanii är en tvåhjärtbladig växtart som beskrevs av Franz Josef Niedenzu. Malpighia ekmanii ingår i släktet Malpighia och familjen Malpighiaceae. Inga underarter finns listade i Catalogue of Life.